# Teresa Ann Savoy
Pour les articles homonymes, voir Savoy.
Teresa Ann Savoy est une actrice britannique, née le 18 juillet 1955 à Londres et morte le 9 janvier 2017 à Milan.
Elle est présente dans nombre de films italiens.

## Biographie

### Origines et jeunesse
Teresa Ann Savoy naît le 18 juillet 1955 à Londres.
Elle quitte le domicile familial à l'âge de 16 ans pour aller vivre dans une communauté hippie en Sicile à Terrasini. Elle a 18 ans lorsqu'elle apparaît dans le magazine de charme italien Playmen d'octobre 1973.

### Carrière
En 1974, le réalisateur Alberto Lattuada lui offre son premier rôle dans le film La bambina où elle interprète une jeune attardée mentale.
Elle enchaîne ensuite avec Vices privés, vertus publiques en 1975, sous la direction de Miklós Jancsó.
La même année, elle rencontre Tinto Brass, qui lui fait jouer le rôle d'une prostituée et espionne dans Salon Kitty (1976). Toujours sous la direction de ce dernier, elle est Drusilla dans Caligula (1979), rôle qui devait échoir à Maria Schneider mais celle-ci le refusa la dernière minute.
Après le cinéma érotique, elle joue aux côtés de Stefania Sandrelli dans La Désobéissance, en 1981, d'après le roman de même titre d’Alberto Moravia, et apparaît aussi à la télévision italienne.
Elle interprète son dernier film en 2000.

### Vie privée
Teresa Ann Savoy vivait à Milan avec ses deux enfants. 

### Mort
Teresa Ann Savoy meurt d'un cancer le 9 janvier 2017 à Milan,.

## Filmographie

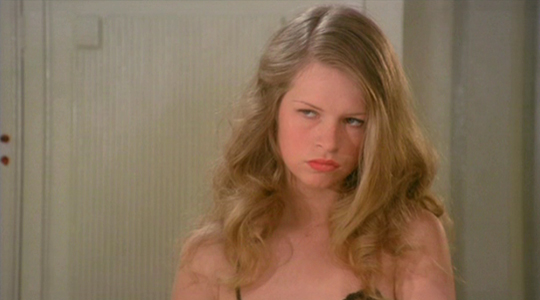
Teresa Ann Savoy en 1975 dans Salon Kitty (film sorti en 1976).

### Cinéma
- 1974 : La bambina (Le farò da padre) d'Alberto Lattuada : Clotilde Spina
- 1976 : Salon Kitty (Salon Kitty) de Tinto Brass : Margherita
- 1976 : Vices privés, vertus publiques (Vizi privati, pubbliche virtù) de Miklós Jancsó : Mary
- 1979 : Caligula (Caligola) de Tinto Brass : Julia Drusilla
- 1981 : La Désobéissance (La disubbidienza) d'Aldo Lado : Edith
- 1981 : Le Cœur du tyran (A zsarnok szíve, avagy Boccaccio Magyarországon) de Miklós Jancsó : Katalin
- 1984 : Il ragazzo di Ebalus (it) de Giuseppe Schito : Une terroriste
- 1986 : La donna del traghetto (it) d'Amedeo Fago (it) : Viola
- 1986 : Innocenza (it) de Villi Hermann
- 1987 : D'Annunzio de Sergio Nasca : Maria di Gallese
- 1993 : Venerdì nero d'Aldo Lado
- 2000 : La fabbrica del vapore (it) d'Ettore Pasculli (it) : une magasinière

### Télévision
- 1977 : La tigre è ancora viva: Sandokan alla riscossa! de Sergio Sollima : Djamilah
- 1980 : Poco a poco (it) d'Alberto Sironi (mini-série)
- 1981 : La Chartreuse de Parme (La Certosa di Parma), de Mauro Bolognini (mini-série) : la princesse Pallavicino
- 1983 : Capitaine X de Bruno Gantillon (mini-série)
- 1986 : Quando arriva il giudice de Giulio Questi, épisode Addio maschio crudele
- 1989 : Rose (it) de Tomaso Sherman (it), épisode Quattro storie di donne (it)